# John Butt (Sportschütze)
John Hurst Butt (* 30. Oktober 1850 in South Witham; † 1939 in Surrey) war ein britischer Sportschütze.

## Erfolge
John Butt nahm an den Olympischen Spielen 1908 in London und 1912 in Stockholm im Trap teil. 1908 belegte er im Einzel den 24. Platz, während er im Mannschaftswettbewerb gemeinsam mit George Skinner, George Whitaker, William Morris, Henry Creasey und Robert Hutton die Bronzemedaille hinter der ersten britischen Mannschaft und den Kanadiern gewann. Butt war dabei mit 62 Punkten ebenso wie Morris der drittbeste Schütze der Mannschaft. 1912 kam er im Einzel nicht über den 19. Platz hinaus, sicherte sich aber mit der Mannschaft eine weitere Medaille. Die Briten hielten mit 511 Punkten die deutsche Mannschaft um einen Punkt auf Abstand und sicherten sich hinter der US-amerikanischen Mannschaft (532 Punkte) die Silbermedaille. Butt war dieses Mal mit 79 Punkten schwächster Schütze der Mannschaft, zu der außerdem Alexander Maunder, William Grosvenor, Harold Humby, Charles Palmer und George Whitaker gehörten.